# Charles M. Rice
Charles M. Rice (n. 25 august 1952, Sacramento, California, SUA) este un virusolog american, profesor la Rockefeller University, al cărui domeniu principal de cercetare este virusul hepatitei C. Este laureat al Premiului Nobel pentru Fiziologie sau Medicină 2020, împreună cu Harvey J. Alter și Michael Houghton. Motivația Comitetului Nobel: „pentru descoperirea virusului hepatitei C”.